# Kalle Oranen
Kalle Oranen (* 26. Februar 1946 in Boekelo; † 17. Oktober 2023) war ein niederländischer Fußballspieler.

## Karriere
Oranen in Boekelo in der Gemeinde Enschede in der Provinz Overijssel geboren, begann in Enschede beim ortsansässigen Amateurverein De Tubanters 1897 mit dem Fußballspielen und wechselte – dem Jugendalter entwachsen – zum SC Enschede, für den er in der Saison 1964/65 in drei Punktspielen in der Eredivisie, der höchsten Spielklasse im niederländischen Fußball eingesetzt wurde. Sein Debüt gab er am 11. Oktober 1964 (7. Spieltag) beim 1:0-Sieg im Heimspiel gegen ADO Den Haag. Er gehörte dem Verein, der mit den Enschedese Boys am 13. April 1965 eine Fusion eingegangen war und sich den Namen FC Twente Enschede gab, von 1965 bis 1977 ununterbrochen der Eredivisie, der höchsten Spielklasse im niederländischen Fußball, an. Während seiner Vereinszugehörigkeit bestritt er 208 Punktspiele, in denen er drei Tore erzielte, sein erstes am 13. Oktober 1974 (6. Spieltag) beim 3:0-Sieg im Heimspiel gegen ADO Den Haag mit dem Treffer zum 1:0 in der 22. Minute. Mit dem zweiten Platz in der Meisterschaft 1973/74 erreichte er mit seiner Mannschaft das beste Ergebnis; die dritte Teilnahme am Wettbewerb um den UEFA-Pokal mit eingeschlossen. Als Drittplatzierter der Saison 1971/72 bereits in diesem Wettbewerb 1972/73 vertreten, bestritt er – bis auf das Drittrundenrückspiel gegen UD Las Palmas – alle neun Spiele einschließlich des Halbfinales gegen Borussia Mönchengladbach, gegen den man aus dem Wettbewerb ausschied. Ein Wiedersehen mit dem deutschen Vertreter erfolgte bei der dritten Teilnahme erneut – in den beiden Finalspielen am 7. und 21. Mai 1975. Mit dem torlosen Unentschieden im Düsseldorfer Rheinstadion keimte Hoffnung auf, erstmals einen internationalen Titel gewinnen zu können, doch das Rückspiel im Stadion Het Diekman wurde mit 1:5 verloren. 1973/74 scheiterte er mit seiner Mannschaft an Ipswich Town in der 3. Runde. Zu den 25 UEFA-Pokalspielen, die er insgesamt bestritten hatte, kamen drei aus dem Vorgängerwettbewerb um den Messestädte-Pokal 1970/71 hinzu. Sein größter Erfolg war der Gewinn des KNVB-Pokals, den er mit seinem Verein am 19. Mai 1977 – vier Tage nach dem Saisonende – in Nijmegen mit dem 3:0-Sieg n. V. über PEC Zwolle errang.
Der Abschluss seiner Spielerkarriere erfolgte beim Zweitligisten Heracles Almelo, für den er von 1977 bis 1982 acht Tore in 123 Punktspielen erzielte und sechs Pokalspiele bestritt.
Kalle Oranen starb im Oktober 2023 im Alter von 77 Jahren.

## Erfolge
- UEFA-Pokal-Finalist 1975
- KNVB-Pokal-Sieger 1977